# Louis Bachelier
Louis Bachelier (ur. 11 marca 1870, zm. 26 kwietnia 1946) – francuski matematyk i ekonomista, uważany obecnie za pioniera współczesnej matematyki finansowej.

## Życiorys
W swojej rozprawie doktorskiej napisanej w 1900 roku i zatytułowanej Théorie de la Spéculation Bachelier wyprowadził wzór na dystrybuantę procesu stochastycznego zwanego obecnie procesem Wienera. Matematyk William Feller pierwotnie nazywał ten proces procesem Bacheliera-Wienera. Pięć lat później wyprowadzenia tego wzoru niezależnie dokonał również Albert Einstein.
W swojej rozprawie doktorskiej wyprowadził również wzór na cenę opcji, gdy cena akcji zmienia się zgodnie z procesem Wienera oraz wzór na cenę opcji z barierą. Dokonał tego 73 lata przed opublikowaniem słynnego modelu i wzoru Blacka-Scholesa analizującego podobne zagadnienie przez Fischera Blacka i noblistę Myrona Scholesa.
Za życia osiągnięcia Bacheliera były w dużej mierze zapomniane i niedoceniane. W świetle gwałtownego rozwoju nowoczesnych rynków finansowych oraz narzędzi matematyki finansowej służących ich analizie, pionierskie prace Bacheliera współcześnie otrzymują należne im uznanie. Powstało międzynarodowe towarzystwo matematyki finansowej Bachelier Society upamiętniające jego nazwisko, a w setną rocznicę obrony jego pracy doktorskiej zorganizowano poświęcony mu specjalny kongres w Paryżu w 2000 roku.

## Wybrane prace
- Théorie de la spéculation. „Annales Scientifiques de l’École Normale Supérieure”. 3 (17). s. 21–86. (fr.).

## Literatura dodatkowa
- Louis Bachelier´s on the centenary of Théorie de la Spéculation. „Mathematical Finance”. 10 (3). s. 341–353. (ang.).